# Simon Simonsen (politiker)
 Der er flere personer med dette navn, se Simon Simonsen.
Simon Simonsen (født 16. oktober 1961 i Nanortalik) er en grønlandsk politiker. Fra 2005 til 2013 var han borgmester i Qaqortoq Kommune, hvor han overtog posten efter Tommy Marø. Simon Simonsen blev enstemmigt valg til borgmester af kommunalbestyrelsen. Simonsen, der repræsenterer partiet Siumut, var fra 2001 første viceborgmester i kommunen. Siden 2013 har Simonsen bestreddet posten som viceborgmester i den nye kommune Kujalleq Kommune, som Qaqortoq er det administrative centrum for. 
Simon Simonsen er uddannet telemontør og har senere uddannet sig til lærer, hvilket han afsluttede i 1997. 
Han arbejdede som telemontør for Tele Greenland frem til 1986, hvorefter han blev ansat på skolen Tasersuup atuarfia i Qaqortoq. Mens han var her, tog han sin læreruddannelse ved fjernundervisning. 
|  | Artiklen om politikeren Simon Simonsen (politiker) kan blive bedre, hvis der indsættes et (bedre) billede. Du kan hjælpe ved at afsøge Wikimedia Commons for et passende billede eller uploade et godt billede til Wikimedia Commons iht. de tilladte licenser og indsætte det i artiklen. |